# Église Saint-Marcellin de Névache
L'église Saint-Marcellin de Névache est une église française située sur la commune de Névache dans le département des Hautes-Alpes dans la région Provence-Alpes-Côte d'Azur.

## Histoire
La tradition érudite locale prétend qu'elle a pris la place d'un château fort dont la tour du XIe siècle servit de base au clocher.
Jusqu'au XIXe siècle son chœur possédait un vitrail du XVe siècle qui représentait le Christ en croix entre la Vierge et saint Jean Evangéliste, aux pieds desquels les blasons de France et du Dauphiné, entourés des cordons de l'Ordre de Saint-Michel, avaient été placés. Le prêtre titulaire de la paroisse décida alors de le remplacer par les vitraux actuels.
L'église est classée au titre des monuments historiques en 1914.

## Galerie

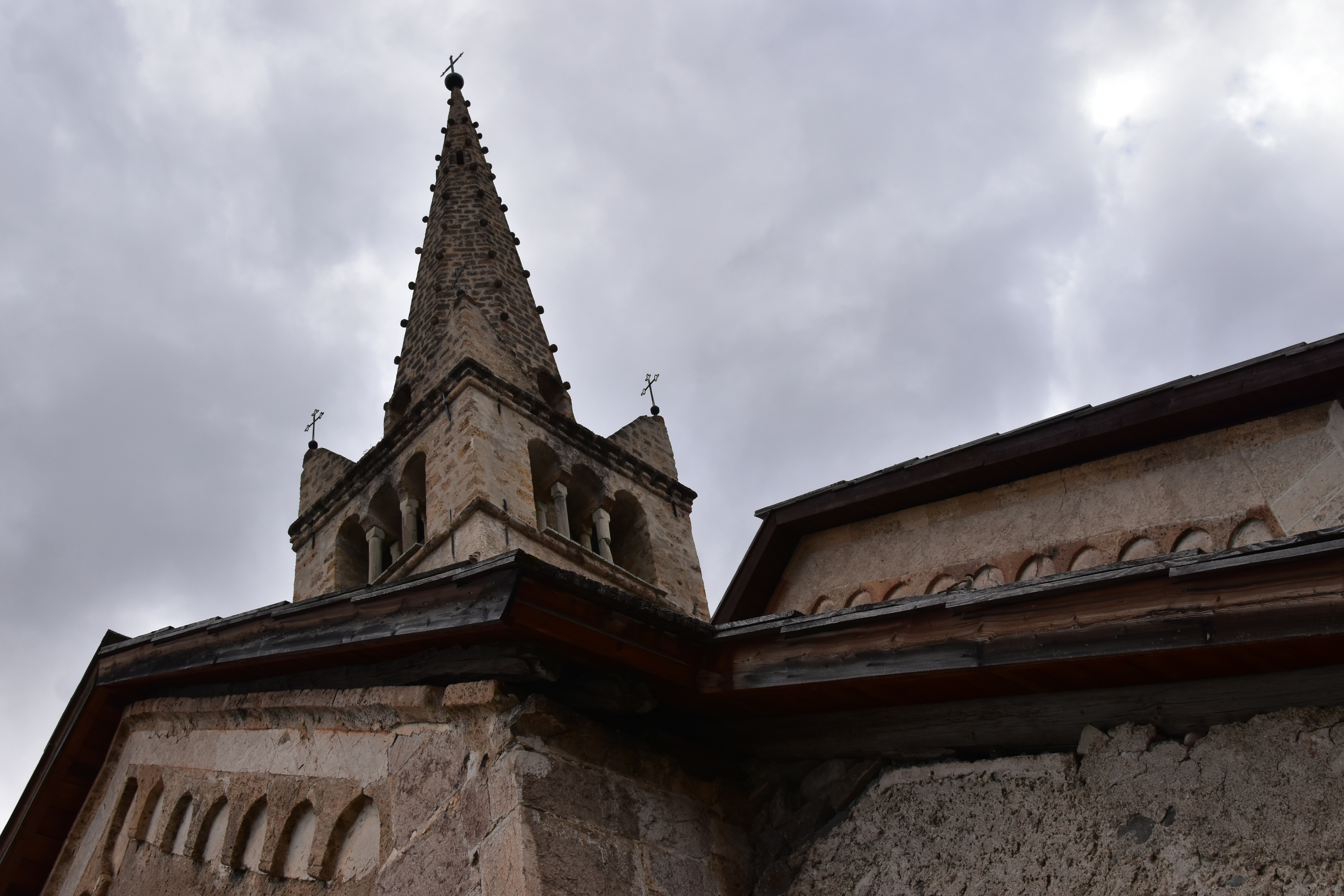
Vue du clocher.
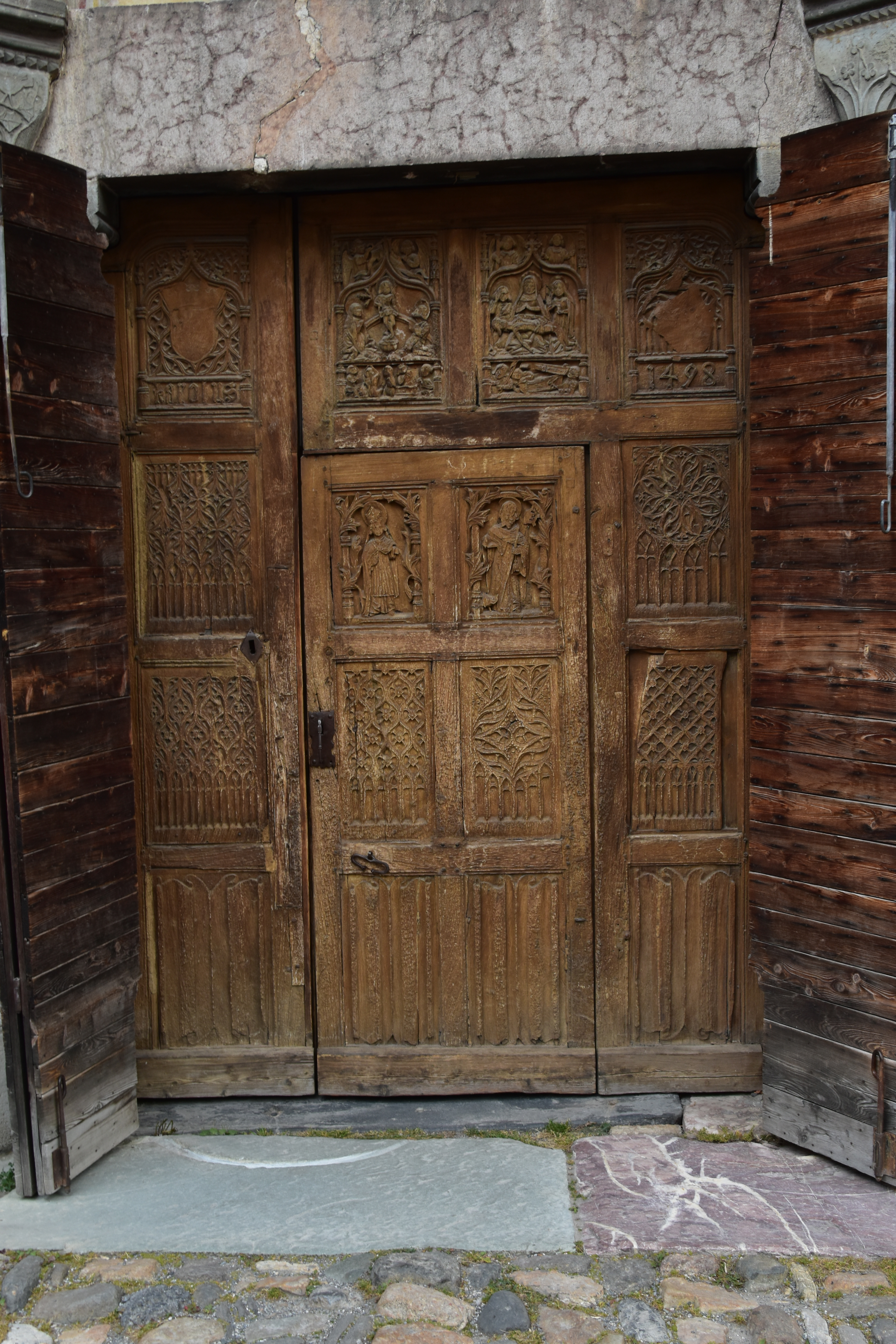
Porte en bois sculptée.
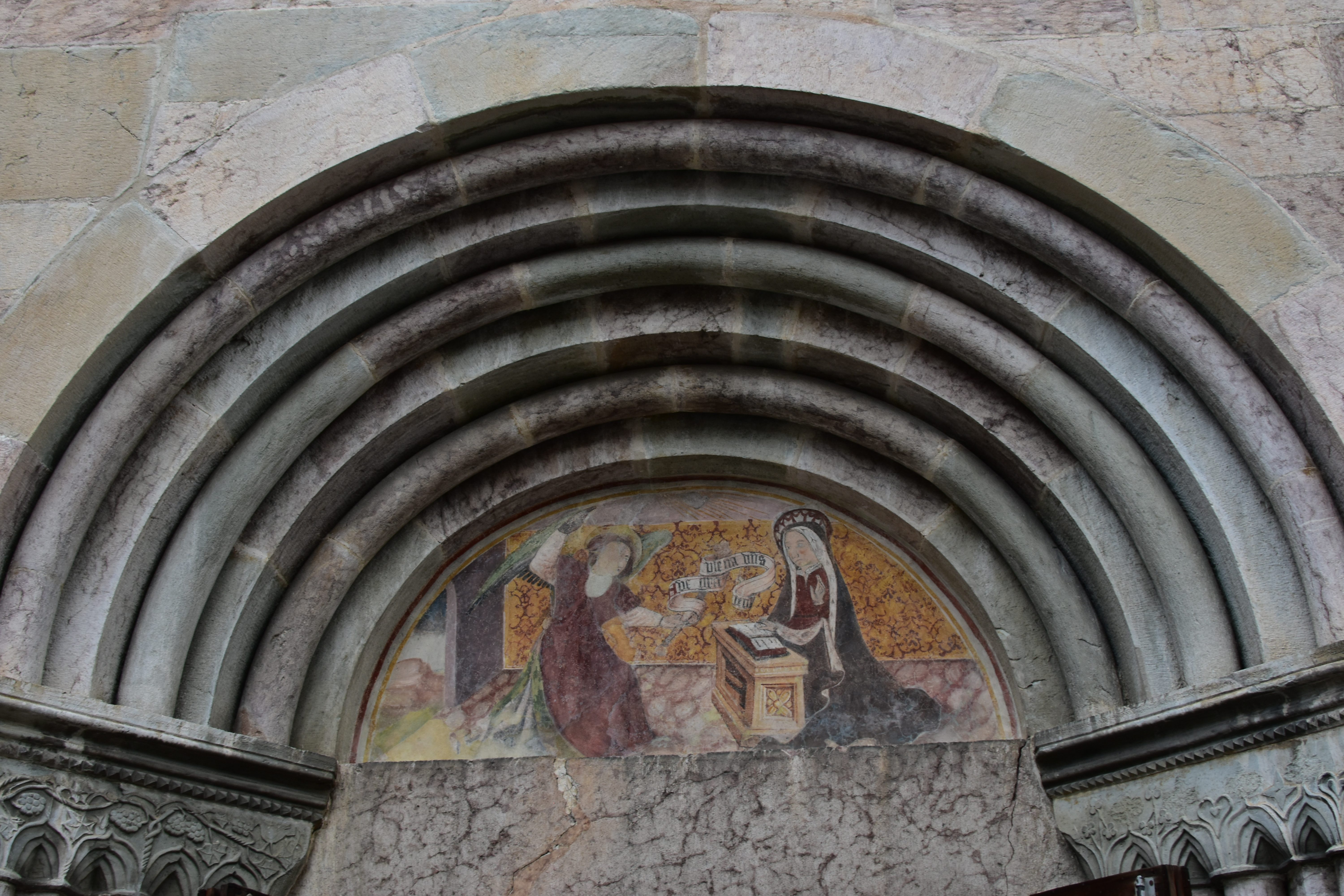
Portail.
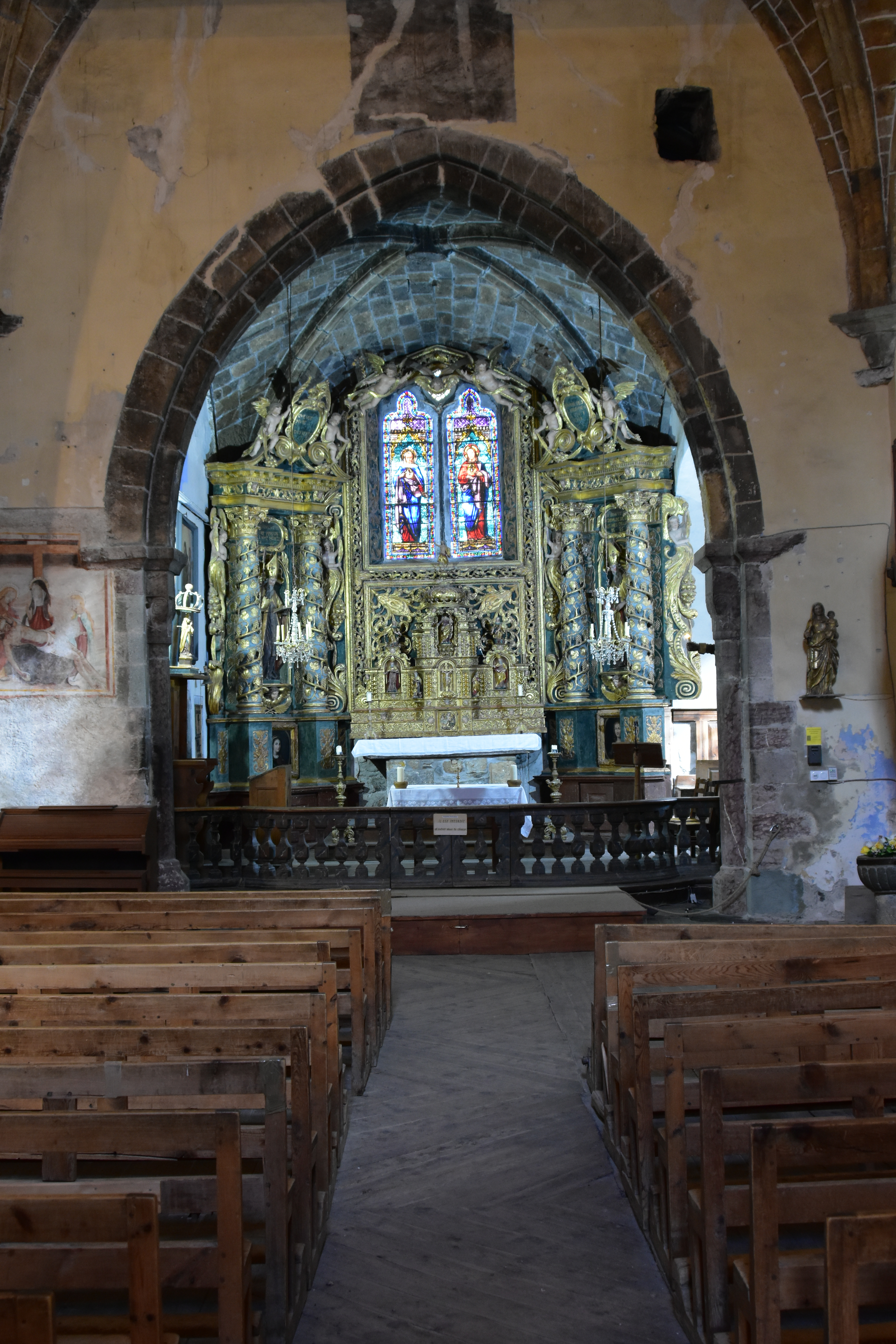
Vue de l'intérieur.
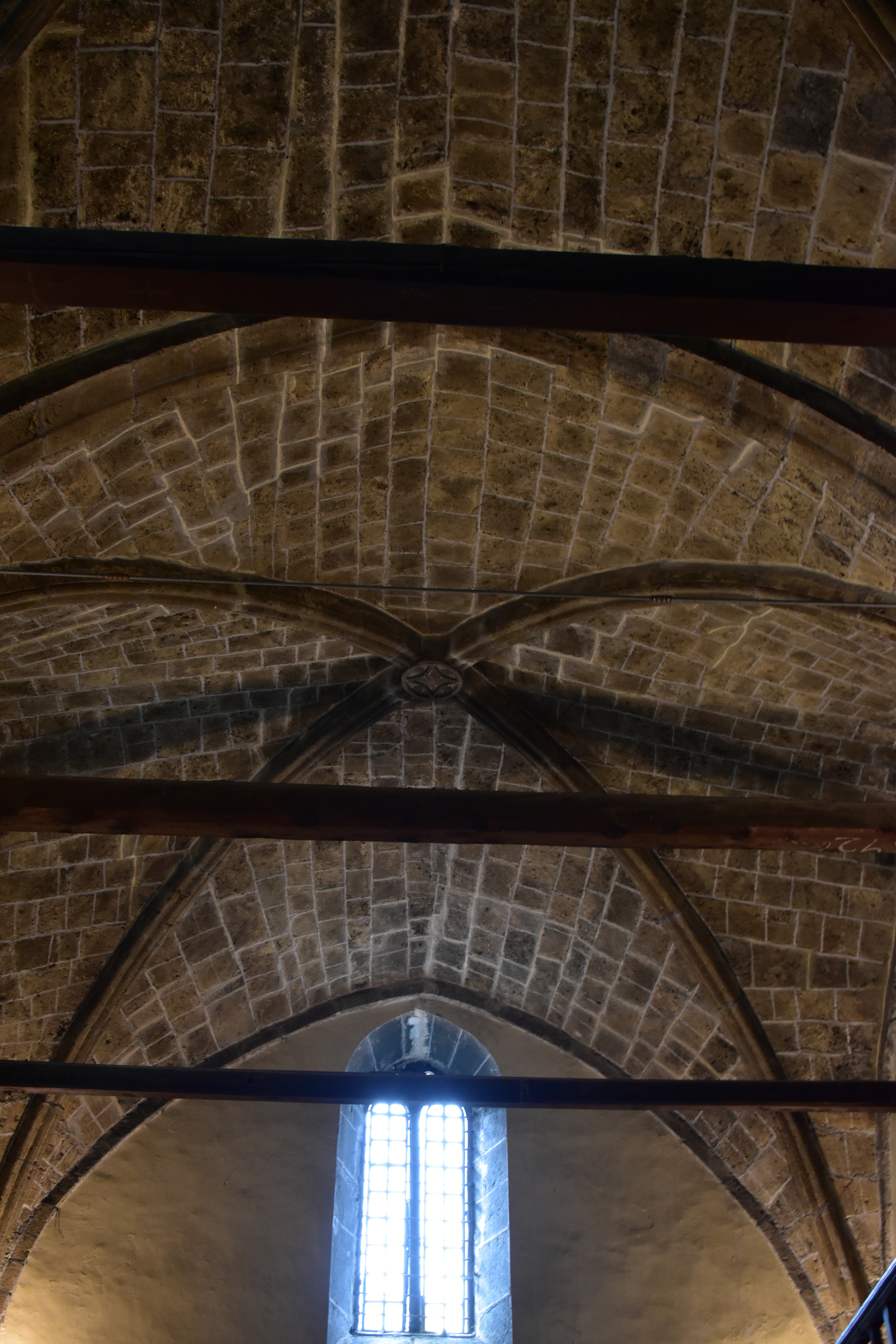
La voûte.